# 夏のモンタージュ
「夏のモンタージュ」（なつのモンタージュ）とは、みつきの3rdシングルである。2008年7月30日発売。「みつき」は高畑充希の歌手活動の名義である。

## 解説
- 楽曲提供は竹内まりや。1曲目はドラマ30『夏休みスペシャル ナツコイ』の主題歌、2曲目は「元気を出して」のカヴァー。

## 収録曲
1. 夏のモンタージュ
MBS-TBS系列・全国ネット　ドラマ30『夏休みスペシャル ナツコイ』（6/30スタート・月～金13:30）主題歌
作詞・作曲　竹内まりや
編曲　増田武史
2. 元気を出して
作詞・作曲　竹内まりや
編曲　増田武史
3. 線香花火
作詞　H.U.B.
作曲・編曲　増田武史
4. 夏のモンタージュ(Instrumental)
5. 元気を出して(Instrumental)
6. 線香花火(Instrumental)

## 主なカバー
- 竹内まりや（2014年、アルバム『TRAD』） - セルフカバー。みつき本人も高畑充希としてコーラスで参加。